# Copparo
Copparo (Cupar en dialecte de Ferrare) est une commune italienne de la province de Ferrare dans la région Émilie-Romagne en Italie.

## Géographie
Situé à une altitude de 5 mètres, le territoire de la commune de Copparo s’étend sur une superficie de 157 km², sur la partie centre-orientale de la province de Ferrare. Le pays est limité à l’ouest par la cité de Ferrare, au nord par le cours principal du fleuve Pô, à l’est par le parc interrégional du delta du Pô et de la zone côtière de la riviera romagnole, au sud par le  Pô de Volano.

Le territoire de plaine est traversé par 7 routes provinciales (dont les SP2, SP5, SP16) forme un nœud routier au centre de la province ; les points extrêmes se trouvant à 30 km du centre. De nombreux canaux d’assainissement drainent le territoire depuis la milieu du XVIe siècle.

## Histoire
L'origine du nom Copparo est incertaine mais le document le plus ancien remonte à l’an 870. C'est un document du pape Adrien II qui confirme aux frères Firmignanus la possession des terres de la Corte Forminiana (Formignana) confinant, à cette époque, avec un côté de Cuparus et Caput canilis (hameau de Coccanile).
Copparo a été l’objet de sérieuses controverses entre les églises de Ferrare et de Ravenne. En 955, Martino, évêque de Ferrare, reconnaît la Massa di Copparo comme possession de l’église de Ravenne, avant de passer définitivement à celle de Ferrare.
Copparo, connu à l’époque comme réserve de chasse, a été doté d’un château qui a ensuite été détruit par la république de Venise qui, en 1509, envahit le territoire, détruisant les récoltes et dérobant le bétail.
La paix rétablie avec les Vénitiens, Hercule II d'Este, entre 1540 et 1547, fait construire un palais sur les ruines du château.
Au XVIe siècle, la culture céréalière est permise par les nombreuses entreprises de bonification des terres des immenses étendues marécageuses de Copparo, Codigoro et Mesola.

## Monuments et lieux d’intérêt

### Architecture religieuse

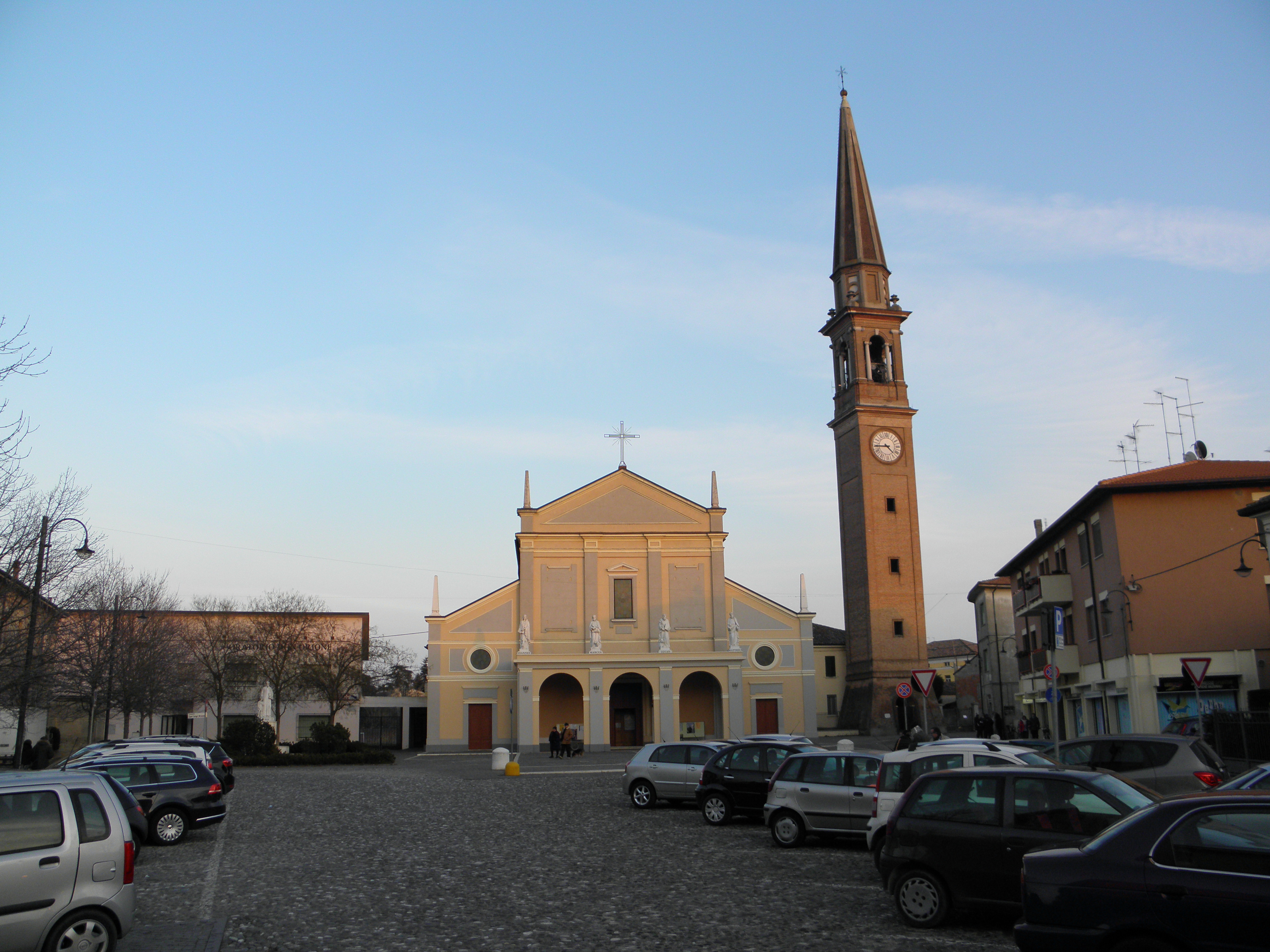
Église paroissiale des Saints Pietro et Paolo.

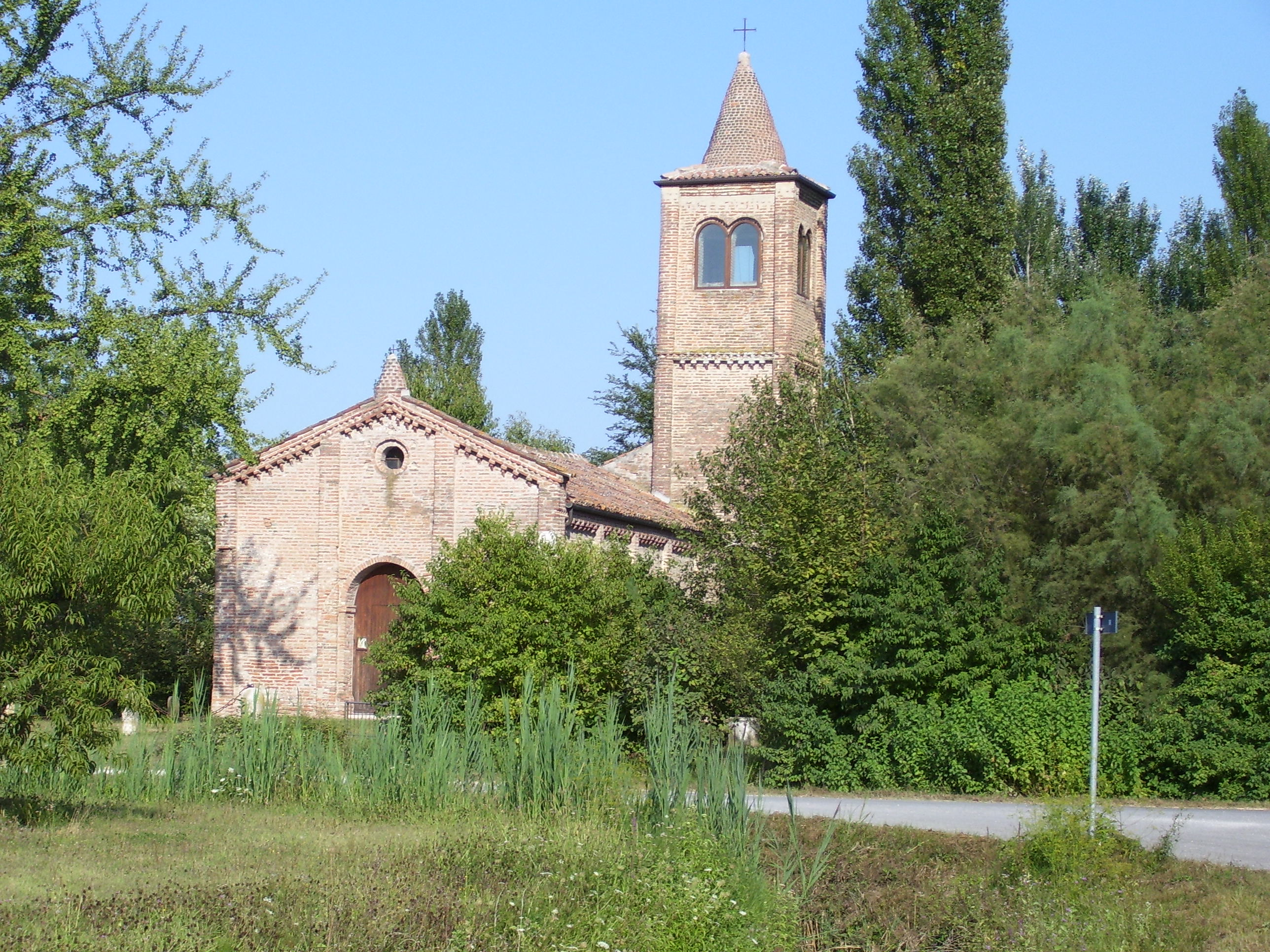
L’église de San Venanzio.

- Église de San Pietro et Paolo, de l’an 1000, reconstruite en 1133. Le campanile de 1184, fut détruit le 30 janvier 1945 puis reconstruit.
- Église de San Venanzio du XIVe siècle,
- Église de San Michele Arcangelo, construite de 1810 à 1842,
- Église de San Giovanni Battista, de 1434 et reconstruite en 1839.
- Église des saints Lorenzo et Vito, de 1142 et reconstruite de 1741 et en 1813.

### Architecture civile

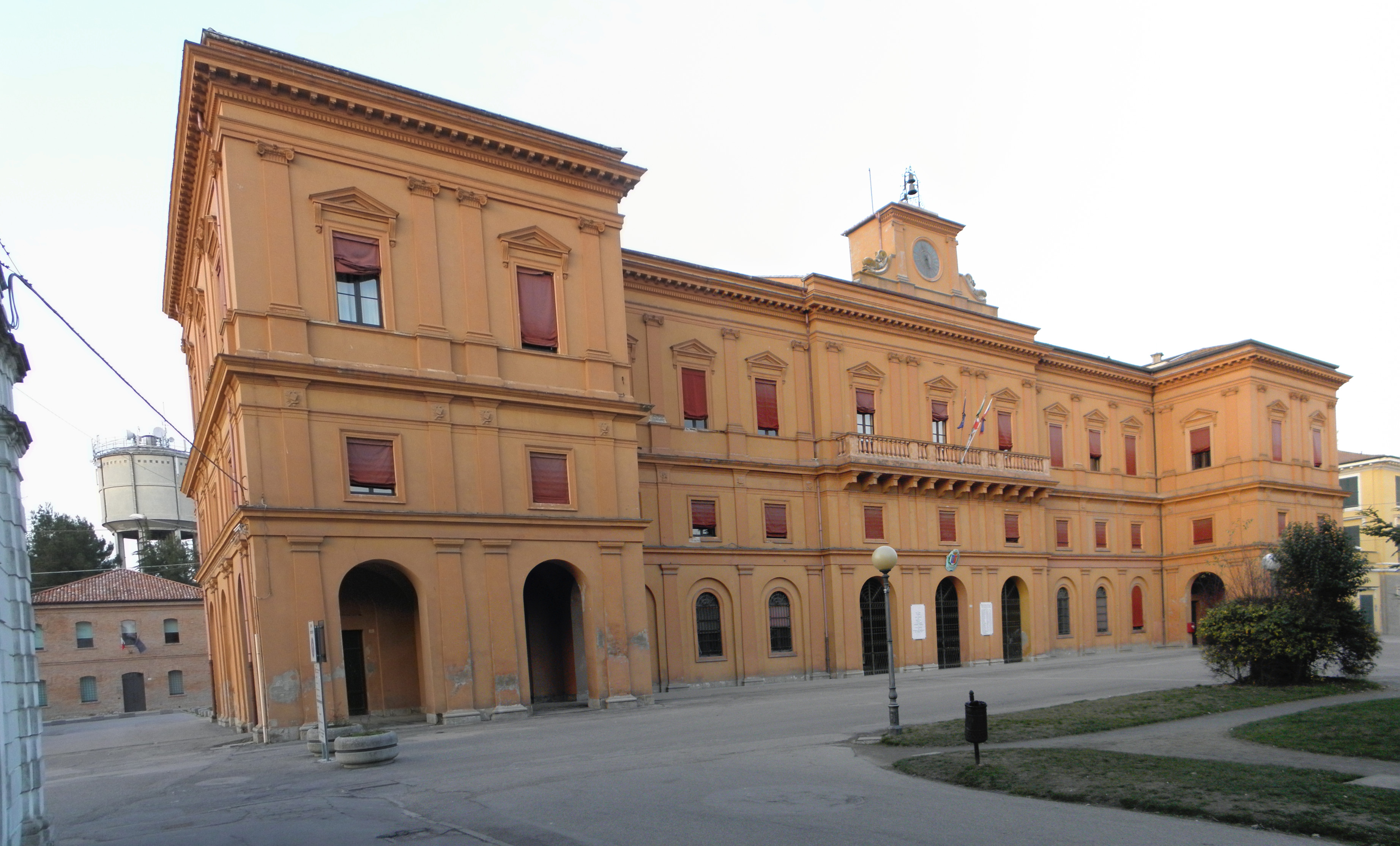
Le palais municipal.

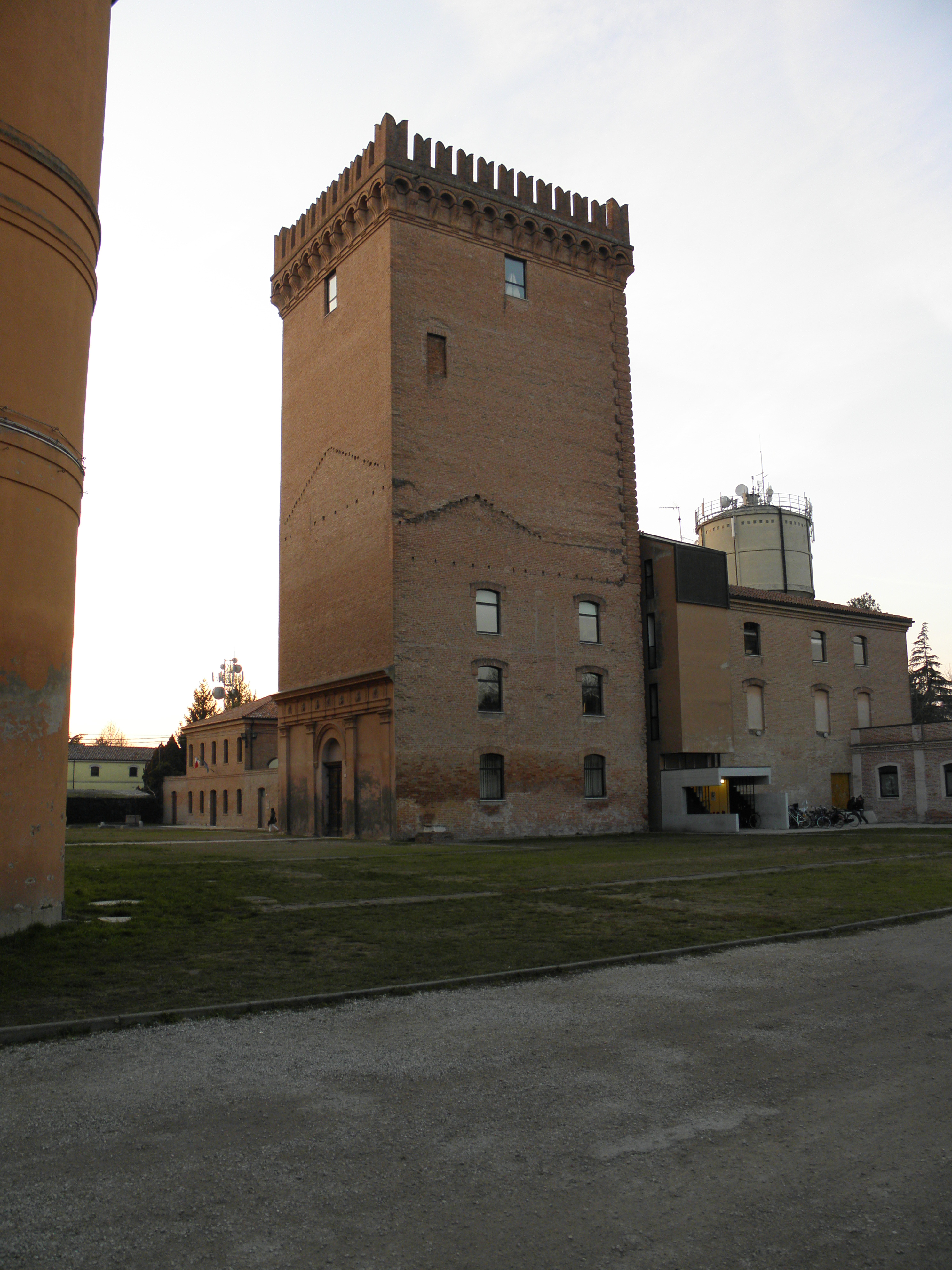
La tour de la Delizia estense.

- Delizia Estense, château aujourd’hui le siège de la commune,
- Torre Estense, dit "al Turiòn", l’unique survivante des cinq tours du château, abrite aujourd’hui la bibliothèque.
- Fontana Monumentale, fontaine monumentale de 1935, témoignages aux victimes des deux guerres mondiales.
- Teatro Comunale De Micheli, du début du XXe siècle.
- Casa Bighi, demeure du graphiste et publicitaire Dante Bighi; cédée à la commune en 1994.
- Palazzo di Zenzalino e parco, palais du XVe siècle au centre d’un parc de 650 ha, à 3 km du centre de Copparo (propriété privée).
- Villa Mensa, villa de 1480 construite par l’évêque Bartolomeo della Rovere,
- Casa del poeta Corrado Govoni, maison du poète dans le hameau de Tamara.
- Museo della Civiltà Contadina "La Tratta" , musée sur la culture et les traditions rurales.

## Fêtes et manifestations
- Palio di Copparo: en juin,
- Settembre Copparese: en septembre, manifestation culturelle, luna park et attractions.
- Mercatino dell'hobbystica, brocante et vide-grenier, tous les troisièmes weekend du mois.
- Piste de patinage sur glace tous les hivers sur la place Mosè Tomasatti.
- Festa della Primavera, fête du printemps, brocantes, défilé de voitures anciennes et de voitures équestres.
- Selection Nazionale de Miss Italie
- Musiche D'Estate, en juillet et août, soirée musicale, cabaret et théâtre.
- Museo & Bici, en mai et juin, manifestation agricole et promenade à bicyclette.
- Teatro in fattoria, seconde moitié de mai, manifestation pour valoriser le théâtre.

## Personnalités liées à Copparo
- Dante Bighi, graphiste publicitaire
- Corrado Govoni, poète
- Daniele Barioni, chanteur lyrique, ténor
- Lotus de Païni, née Gazzotti, artiste et écrivaine franco-italienne
- Livio Pavanelli, acteur et réalisateur
- Varenne: Le cheval de trot italien le plus célèbre de tous les temps (et toujours à la tête de nombreux records dont celui des gains en course) est né à Copparo en 1995.

## Administration
| Période                                  | Période  | Identité         | Étiquette     | Qualité |
| ---------------------------------------- | -------- | ---------------- | ------------- | ------- |
| 10/06/2019                               | En cours | Fabrizio Pagnoni | centre droite |         |
| Les données manquantes sont à compléter. |          |                  |               |         |

### Hameaux
Ambrogio, Brazzolo, Coccanile e Cesta, Fossalta, Gradizza, Sabbioncello San Pietro, Sabbioncello San Vittore, Saletta e Cà Matte, Sant'Apollinare, Tamara, Ponte San Pietro

### Communes limitrophes
Berra, Ferrara di Monte Baldo, Formignana, Jolanda di Savoia, Ro (Italie)

## Population

### Évolution de la population en janvier de chaque année
| 1861   | 1901   | 1921   | 1951   | 1961   | 1971   | 1981   | 1991   | 2001   |
| ------ | ------ | ------ | ------ | ------ | ------ | ------ | ------ | ------ |
| 10 905 | 17 749 | 22 477 | 26 252 | 21 754 | 20 752 | 20 881 | 19 273 | 18 057 |

| 2011   | - | - | - | - | - | - | - | - |
| ------ | - | - | - | - | - | - | - | - |
| 17 031 | - | - | - | - | - | - | - | - |

## Note
1. ↑  (it) Popolazione residente e bilancio demografico sur le site de l'ISTAT.

## Sources
- (it) Cet article est partiellement ou en totalité issu de l’article de Wikipédia en italien intitulé « Copparo » (voir la liste des auteurs) le 22/09/2012.